# جون هايد هاريس
جون هايد هاريس (بالإنجليزية: John Hyde Harris)‏ هو سياسي نيوزيلندي، ولد في 24 نوفمبر 1826 في Deddington ‏ في المملكة المتحدة، وتوفي في 24 يوليو 1886 في دنيدن في نيوزيلندا.